# Сент-Анн-де-Бельвю

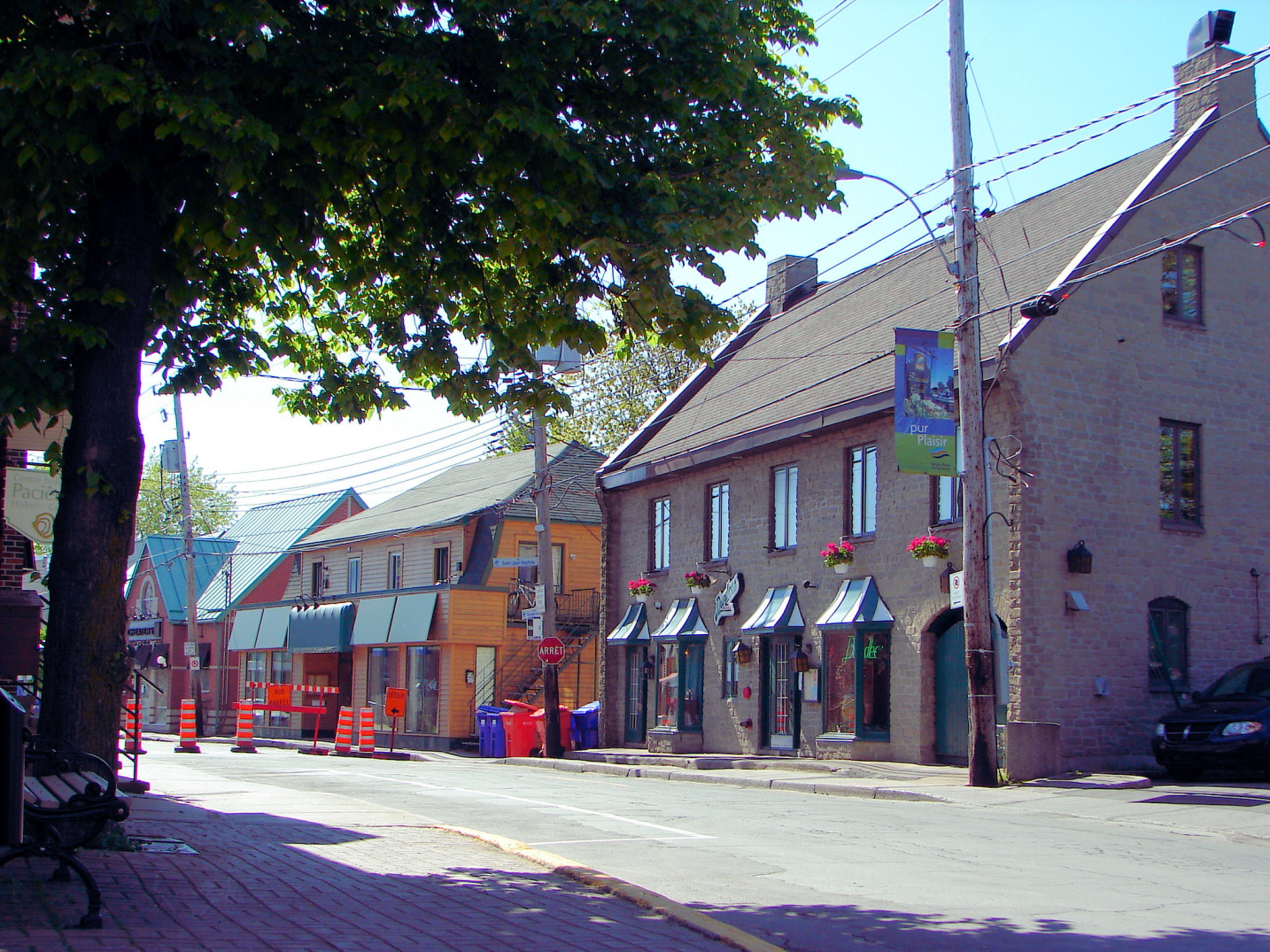
Улица Сент-Анн

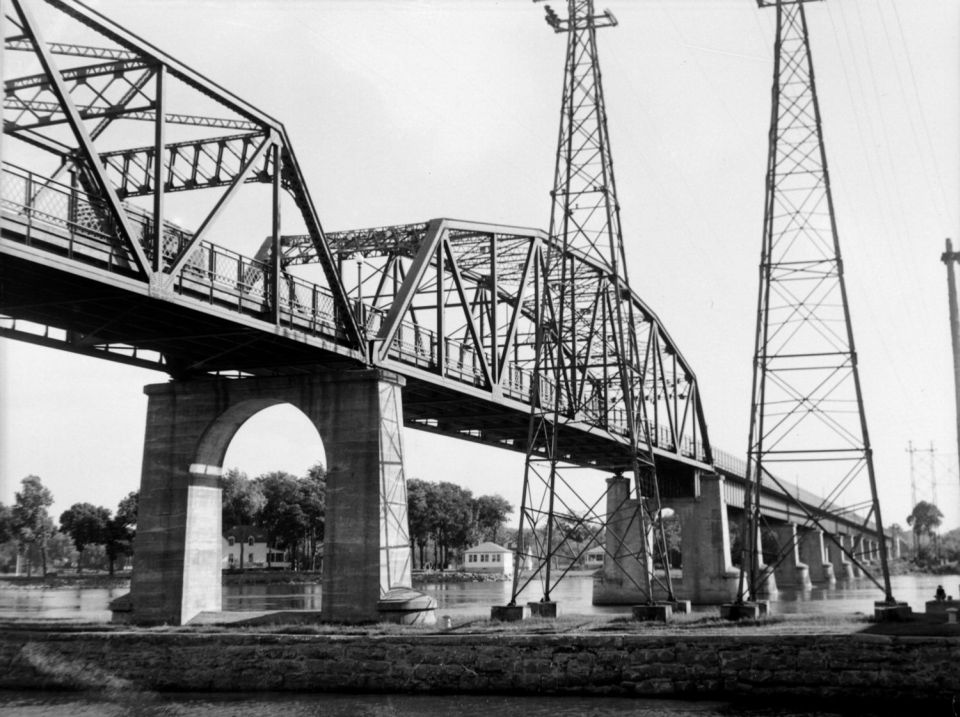
Galipeault Bridge. July 20, 1948.

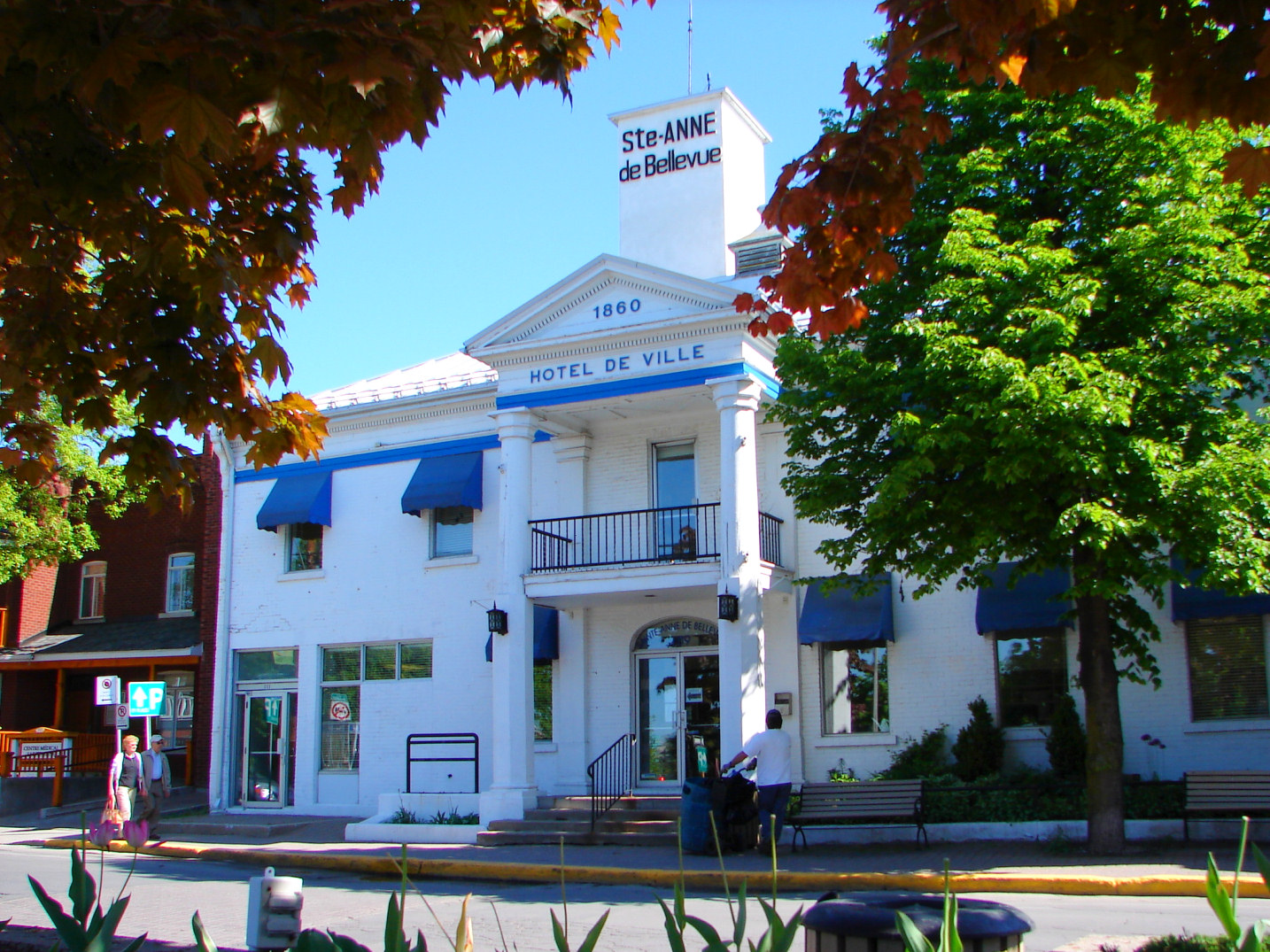
Мэрия

Сент-Анн-де-Бельвю (фр. Sainte-Anne-de-Bellevue) — небольшой город, расположенный на западной оконечности Монреальской агломерации (Большого Монреаля).

## История
В XVII в., когда в этой местности высадились первые европейские поселенцы, был известен под алгонкинским названием Tiotenactokte («здесь находятся последние лагеря») и ирокезским Skanawetsy («живые воды»). Индейцы использовали дорогу в этой местности для торговли мехами.
Собственниками земли стали сульпицианцы, где они основали факторию. Изначальная территория миссии, которая получила название «Миссия Святого Людовика», была позднее уступлена феодалам и военным, чтобы обеспечить защиту этих земель от нападений ирокезов. В период 1672—1680 гг. миссия разделилась на отдельные помещичьи владения, среди которых был Бельвю (Bellevue), расположенный у порогов между островом Перро и берегом реки.
После подписания в 1701 г. Великого Монреальского Мира хозяйство на землях миссии укрепляется. Часовня, посвящённая святой Анне, была завершена в 1711 г. В 1714 г. Миссию св. Людовика переименовали в Миссию св. Анны. Она представляла собой последнюю остановку торговцев перед опасными лесами запада.
Параллельно появляются первые деревни в приходе Сент-Анн-дю-Бу-де-ль-Иль (Sainte-Anne-du-Bout-de-l'Île, «св. Анна на окраине острова») ан берегах вблизи порогов и вокруг церкви.
В 1816 г. по частному заказу был сооружён первый шлюз в восточной части канала от Водрёя, чтобы облегчить торговлю. Коммерсанты региона подписали ходатайство о строительстве публичного шлюза, который был сооружён в 1843 г. Этот шлюз позволил увеличить транспортировку товаров и путешественников при помощи парового парома, а также повысил важность региона. В 1845 г. деревня Сент-Анн-дю-Бу-де-ль-Иль, населённая земледельцами и моряками, превращается в гражданский муниципалитет, а её границы простираются на милю вдоль берегов реки Оттава и на полмили вглубь суши.
Во второй половине XIX века развитие железной дороги и морского транспорта повлекли за собой сооружение на востоке муниципалитета более крупных зданий — из кирпича, камня или покрытые гипсовой отделкой. Экономика региона изменяется из-за сооружения в 1855 г. железнодорожного моста. В эту эпоху здесь находилась фактория и склады меховой торговли Северо-Западной компании.
В ответ на рост населения небольшая приходская часовня была увеличена, а затем в рядом с ней в 1850 г. была построена новая церковь Святой Анны.
В 1895 г. Сент-Анн-де-Бельвю получил статус города, и с тех пор имеет собственный муниципальный регламент. Начиная с 1910-х гг. были сооружены важные учреждения городской инфраструктуры, в том числа ратуша и пожарная станция, а также ряд других зданий, ныне формирующих облик города: сельскохозяйственное училище университета Макгилла, названное Кампус Макдональда (fr:Campus MacDonald), больница ветеранов Святой Анны (fr:Hôpital Sainte-Anne des anciens combattants), пациентами которой изначально были ветераны Первой мировой войны, и магазин Дау (D’Aoust).

## Образование
В городе находятся кампус Макдональд университета Макгилла и Колледж Джона Эбботта.
Также здесь находится обсерватория-радар имени Дж. С. Маршалла (fr:Observatoire radar J.S. Marshall), которой управляет Университет Макгилла, включающая метероологический радар, обслуживающий монреальскую агломерацию.